# Gianni Mina
Gianni Mina (ur. 9 lutego 1992 w Les Abymes) – francuski tenisista.
Francuz profesjonalistą jest od maja 2010. Jest finalistą juniorskiego Roland Garrosa z 2009 roku, kiedy to w finale przegrał z Danielem Bertą 1:6, 6:3, 3:6. W klasyfikacji juniorów najwyżej był na 1. pozycji (22 marca 2010).
W rankingu singlowym wśród seniorów najwyżej sklasyfikowany był na 219. miejscu (25 maja 2015), a w deblowym na 607. miejscu (20 marca 2017). W seniorskim Wielkim Szlemie zadebiutował w 2010 roku podczas Rolanda Garrosa, gdzie, grając dzięki dzikiej karcie, przegrał w 1 rundzie z Rafaelem Nadalem.